# Nachal Eštemoa
Nachal Eštemoa nebo Nachal Eštamoa (hebrejsky נחל אשתמוע) je vádí na Západním břehu Jordánu a v jižním Izraeli, na pomezí Judských hor (respektive Hebronských hor) a severní části Negevské pouště.
Začíná v nadmořské výšce téměř 800 metrů v kopcovité krajině Judských hor východně od města Džata. Prochází pak k jihu a jihozápadu, ze severu míjí arabskou vesnici as-Samu a prochází kaňonem jihovýchodně od izraelské osady Šim'a. Stáčí se k jihu a vstupuje na území Izraele v jeho mezinárodně uznávaných hranicích. Zde sleduje ze severozápadu pohoří Harej Jatir a horu Har Chiran, které pokrývá rozsáhlý uměle vysazený les Jatir. Z východu obchází město Mejtar a východně od beduínského města Chura u lokální silnice číslo 316 ústí zprava do vádí Nachal Jatir.